# Academia da Força Aérea Grega
A Academia da Força Aérea Grega ou Academia da Força Aérea Helénica (em grego: Σχολή Ικάρων, Abrev. ΣΙ) é uma academia militar responsável pelo fornecimento da Força Aérea Grega com pilotos treinados, engenheiros, aeronaves e inspectores da defesa aérea. Foi fundada em 1919 como a Academia Militar da Aviação (Στρατιωτική Σχολή Αεροπλοΐας) e rebatizado em 1967 como a Escola Ícaro, em referência à figura do deus Ícaro da antiga mitologia grega.